# Bisdom La Spezia-Sarzana-Brugnato
Het bisdom La Spezia-Sarzana-Brugnato (Latijn: Dioecesis Spediensis-Sarzanensis-Brugnatensis; Italiaans: Diocesi della Spezia-Sarzana-Brugnato) is een in Italië gelegen rooms-katholiek bisdom met zetel in de stad La Spezia in de gelijknamige provincie. Het bisdom behoort tot de kerkprovincie Genua, en is, samen met de bisdommen Albenga-Imperia, Chiavari, Savona-Noli, Tortona en Ventimiglia-San Remo, suffragaan aan het aartsbisdom Genua.

## Geschiedenis
In het jaar 465 richtte paus Hilarius het bisdom Luni op. Dit bisdom werd op 21 juli 1465 samengevoegd met het bisdom Sarzana. Het bisdom Luni en Sarzana werd vervolgens op 25 november 1820 door paus Pius VII met de apostolische constitutie Sollicita quam samengevoegd met het bisdom Brugnato.
Op 12 januari 1929 werd de naam van het bisdom Luni, Sarzana en Brugnato veranderd in Luni o La Spezia, Sarzana en Brugnato. Op 4 augustus 1975 werd de naam La Spezia, Sarzana en Brugnato. Op 30 september 1986 werd de naam door de Congregatie voor de Bisschoppen veranderd in bisdom La Spezia-Sarzana-Brugnato.

## Bisschoppen van La Spezia-Sarzana-Brugnato
- 1975–1989: Siro Silvestri (tot 1986 als bisschop van La Spezia, Sarzana en Brugnato)
- 1989–1998: Giulio Sanguineti (vervolgens bisschop van Brescia)
- 1999–2007: Bassano Staffieri
- 2007–2012: Francesco Moraglia (vervolgens patriarch van Venetië)
- 2012-heden: Luigi Ernesto Palletti

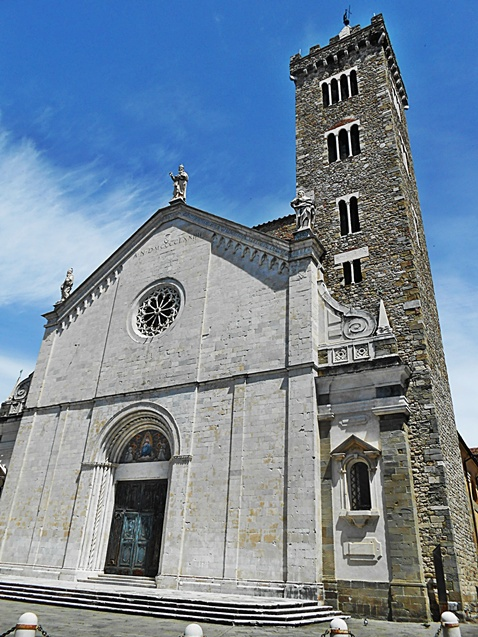
Cokathedraal van Sarzana
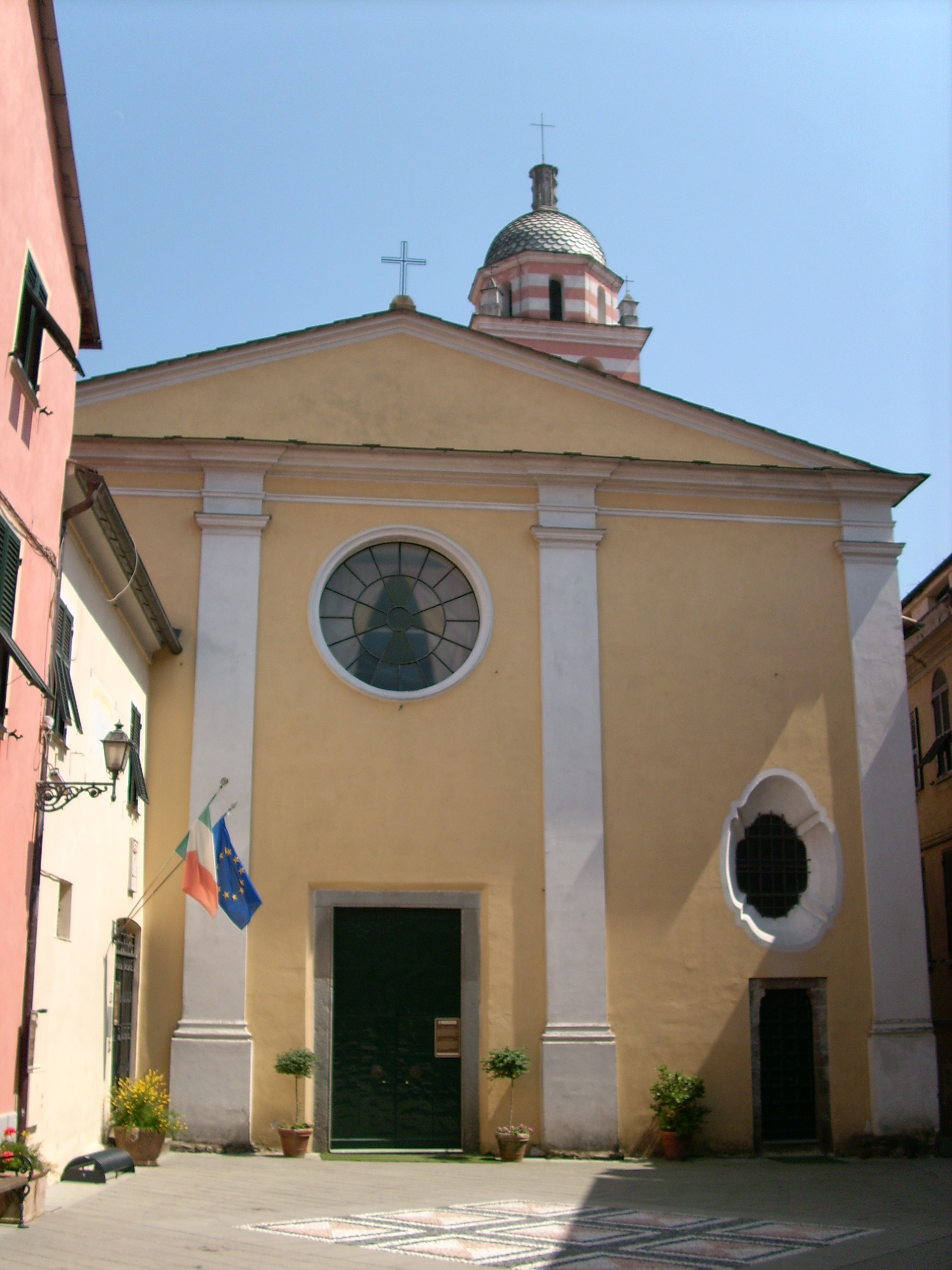
Cokathedraal van Brugnato